# Didace de Saint-Antoine
Pour les articles homonymes, voir de Beckers.
Jean De Beckers (1681-1763) est un carme déchaux flamand, théologien, exégète et historien, sous le nom de Didace de Saint-Antoine, à l'époque des Pays-Bas autrichiens.

## Biographie
Jean De Beckers est né à Bruxelles (Belgique) en 1681. Entré dans l'ordre des carmes déchaussés, il y fait profession à l'âge de 20 ans, sous le nom de Didace de Saint-Antoine. Au terme de ses études ecclésiastiques, il est ordonné prêtre et chargé du ministère de la prédication. Il enseignera ensuite la philosophie et la théologie scolastiques, ainsi que l'Écriture sainte, durant plusieurs années à l'université de Louvain. En 1725, il est chargé de la direction spirituelle des carmélites déchaussées de Ruremonde. Probablement est-ce à cette époque qu'il devient examinateur synodal du diocèse de Ruremonde. En 1733, il est nommé prieur de la communauté d'Ypres, puis définiteur de la province carmélitaine flandro-belge en 1739, 1757 et 1760. À partir de cette année-là, il sera atteint de sénilité. Il décède à Bruxelles, le 25 novembre 1763.

## Postérité
La majorité des ouvrages publiés par Didace constitue le fruit de son enseignement. C'est ainsi qu'en 1701, il fait paraître à Louvain une dissertation sur une question de christologie : étant donné qu'il était incapable de désobéir à la volonté du Père, le Christ était-il libre dans sa mort ? L'auteur répond par l'affirmative, en s'appuyant sur l'autorité de Thomas d'Aquin, docteur officiel de la Contre-réforme, très apprécié chez les carmes déchaux. L'ouvrage sera attaqué par le jésuite Nicolas Rayé, également professeur à Louvain. En 1745, Didace publie trois tomes d'une présentation générale de la Bible, qui sera complétée par un quatrième volume, en 1748. Dans le premier tome, il expose les principes d'interprétation exégétique, conformément à la méthode scolastique. Dans le deuxième, il propose à la fois une chronologie des événements historiques, depuis la création du monde jusqu'à la naissance du Christ, et la résolution de problèmes posés par l'Ancien Testament. Pour le troisième tome, il compose une sorte de vie de Jésus, en se basant sur la concordance entre les évangiles, suivie d'une présentation des actes des Apôtres. Un quatrième tome viendra compléter le passage en revue des livres du Nouveau Testament, avec les épîtres de Paul et les épîtres catholiques, ainsi que l'Apocalypse. Ce dernier volume était dédié à François Casens, abbé de Grimbergen. Enfin, en 1756, Didace a consacré un ouvrage à la description de la plupart des régions des Pays-Bas autrichiens. Comme l'indique le titre du livre, il s'est basé, à cet effet, sur les meilleurs Auteurs, tant anciens que modernes. Selon Jean-Noël Paquot, l'auteur aurait ainsi compilé, entre autres, des œuvres de Juste Lipse, Jean-Baptiste Gramaye ou Antoine Sandérus, non sans effectuer quelques méprises dans le passage des patronymes et des toponymes du latin au français.

### Œuvres
- Nodus Herculanus, cherubico Doctoris Angelici S. Thomae Aquinatis ense, Louvain, 1701.
- Enchiridion Scripturisticum tripartitum, Tomus primus, complectens Praeludia isagogica ad SS. Bibliorum inelligentia, scholisatica deducta, Bruxelles, François t'Serstevens, 1745, 592 pp.
- Tomus secundus, complectens sacram Historiam chronologice per sex aetates deductam, a mundo condito usque ad Christum natum, in qua praecipue difficultates totius veteris testamenti per varias Dissertationes scholastice elucidantur, Bruxelles, François t'Serstevens, 1745, 594 pp.
- Tomus tertius, in duas partes divisus, cujus prima pars complectitur Historiam Evangelicam vitae et mysteriorum Jesu Christi ex consensu quatuor Evangelistarum : secunda vero pars Acta Apostolorum. Omnia chronologice et scholastice deducta, Bruxelles, François t'Serstevens, 1745, 576 pp.
- Auctarium Enchiridii Scripturistici, sive Tomus quartus, in duas partes divisus, cuyus prima pars complectitur Paulinas Epistolas, et Canonicas : secunda vero pars, Apocalypsim. Omnia chronologice et scholastice deducta, Bruxelles, Jean-Joseph Boucherie, 1748, 586 pp.
- Description historique, chronologique et géographique du Duché de Brabant, contenant les quatre Chefs-villes de ce Duché, et tout ce qui en dépend : comme aussi la description du marquisat d'Anvers, de la Seigneurie de Malines, et du Wallon-Brabant; le tout recueilli des meilleurs Auteurs, tant anciens que modernes, Bruxelles, Jean-Joseph Boucherie, 1756, 458 pp.

### Études
- Eug. De Seyn, « De Beckers (Jean) », Dictionnaire biographique des Sciences, des Lettres et des Arts en Belgique, Bruxelles, Éditions L'Avenir, t. I,‎ 1936, p. 199 col. 2 - 200 col. 1..
- J.-N. Paquot, « Didace de Saint-Antoine », Mémoires pour servir l'histoire littéraire des dix-sept provinces des Pays-Bas, de la principauté de Liège, et de quelques contrées voisines, Louvain, Imprimerie Académique, t. XI,‎ 1768, p. 283-287.